# 杞子 (秦國)
杞子，春秋时期秦国将领。
前630年（周襄王二十二年、鲁僖公三十年、秦穆公三十年、郑文公四十三年），晋国、秦国联合伐郑国，烛之武劝退秦军。秦穆公和郑国人结盟，率秦军撤退，派遣杞子、逢孙、杨孙在郑国戍守。前628年（周襄王二十四年、鲁僖公三十二年、秦穆公三十二年、郑文公四十五年），杞子从郑国派人告诉秦国说：“郑国人让我掌管郑国国都北门的钥匙，如果悄悄地把兵开来，可以占领郑国国都。”秦穆公派孟明视、西乞术、白乙丙出兵。前627年（周襄王二十五年、鲁僖公三十三年、秦穆公三十三年、郑穆公元年）郑穆公派人去探看杞子等人的馆舍，发现他们已经装束完毕、磨利武器、喂饱马匹。派皇武子向他们辞谢：“大夫们久住在此地，敝邑的干肉、粮食、牲口都用尽了。为了大夫们将要离开，郑国的有原圃，就如同秦国的有具圃，大夫们自己猎取麋鹿，使敝邑得闲，如何？”发现事情败露，杞子逃到齐国，逢孙、杨孙逃到宋国。孟明视发现郑国有了准备，灭亡了滑国后撤军。